# Dioctria caesia
Dioctria caesia är en tvåvingeart som beskrevs av Christian Rudolph Wilhelm Wiedemann 1818. Dioctria caesia ingår i släktet Dioctria och familjen rovflugor. Inga underarter finns listade i Catalogue of Life.